# Исторически музей, Мерсин
Историческият музей на Мерсин е основният музей в турския град Мерсин. Стопанисва се от Министерството на културата и туризма на Република Турция. Профилиран е в областта на историята, археологията и етнографията на Мерсин и региона.

## История
Разположен в историческата област Киликия, вилает Мерсин е известен с множеството съхранени археологически обекти. Измежду тях са древни градове като Канителис, Соли, Елеуса Себасте, Тарс, крепостите Къзкалеси и Гьозне, гробницата Гьозлюкуле, селищната могила Юмуктепе и други. До създаването на Мерсинския исторически музей, археологически артефакти от някои от тези обекти са съхранявани и показвани в други музеи.
Историческият музей в Мерсин е основан през 1978 година. През 1991 година е преместен в днешната си двуетажна сграда. Строи се нова музейна сграда в квартал Йенишехир.

## Колекция
В двора на музея са изложени каменни и керамични артефакти като питоси, стели, капители на колони, статуи на хора и лъвове.
На приземния етаж има две изложбени зали. Първата съдържа стели и амфори от римско време, както и теракотени гробници, пренесени от близкия обект Соли. Втората зала представя разнообразни съдове и занаятчийски инструменти и предмети, както и метални украшения от времето на неолита, халколита и ранната бронзова епоха, повечето от които са открити в Юмуктепе и Гьозлюкуле.
Експозицията на горния етаж съдържа етнографски образци на тюркската култура като украшения, килими, дрехи, молитвени броеници, дървени и медни артефакти, оръжия и други. В допълнение към 446-те експоната, притежание на музея е и колекция от 999 монети.

## Галерия
- Стела и капители
- Златни украшения
- Питоси, делви и други съдове
- Дреха, пафти и украшения